# 篠原侑
篠原 侑（ささはら ゆう、4月30日 - ）は、日本の女性声優。熊本県出身。アイムエンタープライズ所属。

## 経歴
小学生の頃に歌手になりたいと思っていたが、両親から「歌手の道は厳しいよ」と言われたという。中学時代に父がプリントアウトしたアニメーション映画の主人公のオーディションを見たことがあり、「声優なら歌も歌えるし、演技もできてテレビにも出られるかもしれないし、いいことがたくさんあるから目指してみたら？」と言われたことがきっかけで声優を目指したという。
中学時代は吹奏楽部、高校時代は和太鼓部にそれぞれ所属していた。
インターネットで声優になる方法を調べ、専門学校が良いと思って両親に相談したものの、母から反対された。高校時代、母に同じ話をした際、「大学に通いながらであれば、声優の勉強をしても構わない」と言われたことから、全日制の専門学校に通うことは無理であると考え、ダブルスクールで通うことが可能な日本ナレーション演技研究所（日ナレ）が自身の候補に上がったという。高校3年生の夏の頃に、母と熊本から上京して日ナレの入所審査を受けて覚悟が決まったという。
日ナレに入所後、3年目の研修科修了後、2016年よりアイムエンタープライズに所属し、声優デビュー。
『となりの吸血鬼さん』の天野灯役で初のメインキャラクターを務める。

## 人物
趣味はゲーム、美味しい食べ物探し。特技はタロットカード占い、和太鼓。

## 出演
太字はメインキャラクター。

### テレビアニメ
2016年
- ラブライブ!サンシャイン!!（2016年 - 2017年、女子生徒） - 2シリーズ
- クラシカロイド（2016年 - 2018年、子ども、生徒D） - 2シリーズ

2017年
- うらら迷路帖（女主人）
- 南鎌倉高校女子自転車部（鵜沼真理恵）
- 有頂天家族2（子供C）
- NEW GAME!!（コンペ会場の人々）

2018年
- メルヘン・メドヘン（2018年 - 2019年、李雪蘭）
- だがしかし2（コンビニ店員 ミキモト、サヤの友達）
- PERSONA5 the Animation（高尾栄子）
- ハイスコアガール（小学生男子B）
- ハッピーシュガーライフ（国塚めい）
- 京都寺町三条のホームズ（北本久美）
- はたらく細胞（赤血球1）
- となりの吸血鬼さん（天野灯）
- ソードアート・オンライン アリシゼーション（子供）
- とある魔術の禁書目録III（市民）
- ユリシーズ ジャンヌ・ダルクと錬金の騎士（妖精B）

2019年
- revisions リヴィジョンズ（女子生徒1）
- ドメスティックな彼女（マリカ）
- かぐや様は告らせたい〜天才たちの恋愛頭脳戦〜（女子生徒A）
- 超可動ガール1/6（比等間ルウ）
- Dr.STONE（生徒）
- かつて神だった獣たちへ（子供B）
- ありふれた職業で世界最強（生徒）
- からかい上手の高木さん（2019年 - 2022年、梅） - 2シリーズ
- 神田川JET GIRLS（2019年 - 2020年、波黄凛）
- 星合の空（女子生徒）
- ライフル・イズ・ビューティフル（生徒）
- 食戟のソーマ 神ノ皿（女子生徒）

2020年
- ソマリと森の神様（ハイトラの娘）
- 恋する小惑星（女児）
- あひるの空（委員長）
- ランウェイで笑って（都村育人〈幼少期〉）
- 放課後ていぼう日誌（黒岩悠希）
- LISTENERS リスナーズ（拡声器、グランジ&アノラック兄弟、ミミナシの少女）
- 社長、バトルの時間です!（ファムネラたち、スラビィたち、エルセ・アストラーザ）
- ミュークルドリーミー（女子②、司会生徒）
- Lapis Re:LiGHTs（サルサ）
- ご注文はうさぎですか? BLOOM（女の子）
- おちこぼれフルーツタルト（中町ぬあ）
- ラブライブ!虹ヶ咲学園スクールアイドル同好会
- くまクマ熊ベアー（レオ）
- A3!（観客）

2021年
- アイカツプラネット!（観客）
- ひぐらしのなく頃に業（生徒）
- 2.43 清陰高校男子バレー部（女子生徒）
- 転生したらスライムだった件 転スラ日記（トーカ）
- シャドーハウス（2021年 - 2022年、エミリコ） - 2シリーズ
- バクテン!!（駅アナウンス、子供）
- プラチナエンド（開良）
- 86-エイティシックス-（料理教室生徒）
- 無職転生 〜異世界行ったら本気だす〜（子供C、エルモア）
- 鬼滅の刃 遊郭編

2022年
- あはれ!名作くん（妖精）
- ヒーラー・ガール（子供達）
- キングダム（麗）
- RPG不動産（風色響）
- チェンソーマン（永遠の悪魔）
- シャドウバースF（店員）
- VAZZROCK THE ANIMATION（観客）

2023年
- 転生王女と天才令嬢の魔法革命（ティルティ・クラーレット）
- お隣の天使様にいつの間にか駄目人間にされていた件（女子生徒）
- 痛いのは嫌なので防御力に極振りしたいと思います。2（幽霊少女A）
- 山田くんとLv999の恋をする（女子高生）
- 僕の心のヤバイやつ（客A）
- ダークギャザリング（寶月夜宵）
- AIの遺電子（松村の娘）
- SHY（子供）
- ブルバスター（日向未来）
- ゾン100〜ゾンビになるまでにしたい100のこと〜（なぎさ）

2024年
- め組の大吾 救国のオレンジ（二出川純菜）
- 即死チートが最強すぎて、異世界のやつらがまるで相手にならないんですが。（ミレイユ、リュート）
- 最強タンクの迷宮攻略〜体力9999のレアスキル持ちタンク、勇者パーティーを追放される〜（ミレナ）
- ちいかわ（しろ / パジャマパーティーズ・しろ、グレーの子たち）
- Unnamed Memory（リトラ）
- 夜のクラゲは泳げない（女子生徒）
- ダンジョン飯（フレキ）
- ぷにるはかわいいスライム（2024年 - 2025年、ぷにる） - 2シリーズ
- 結婚するって、本当ですか（拓也〈少年〉、大原泉） - 熊本弁監修も担当
- 七つの大罪 黙示録の四騎士
- 忍たま乱太郎（くの一）
- ぷにるんず ぷに2（えんじぇるん）

2025年
- 悪役令嬢転生おじさん（ジョゼット）
- クレヨンしんちゃん（県庁職員B）
- 帝乃三姉妹は案外、チョロい。（祭り客）
- ブスに花束を。（女子生徒）
- ウィッチウォッチ（フワリン）

### 劇場アニメ
- ANEMONE/交響詩篇エウレカセブン ハイエボリューション（2018年）
- 劇場版 からかい上手の高木さん（2022年）
- ウマ娘 プリティーダービー 新時代の扉（2024年、カレンチャン）
- 映画しまじろう しまじろうとゆうきのうた（2025年）|

### OVA
- 神田川JET GIRLS ここから始まる東京ガールズプロモーション（2020年、波黄凛）

### Webアニメ
2010年代
- 焼肉店センゴク（2017年、劉子玄 ）
- めんトリ（2017年、ひよこ）
- 約束の七夜祭り（2018年、たく）

2022年
- ミコノート 第"0"話 -前日譚-（桜沢レン）
- コタローは1人暮らし（ジョージ、女児）
- 風都探偵（難波くるみ）

2023年
- ウマ娘 プリティーダービー ROAD TO THE TOP（カレンチャン）
- ポケモンコンシェルジュ

2024年
- 旅交同好会（赤羽さやか）

### ゲーム
2017年
- スマッシュ&マジック（ミルフィー）
- デスティニーオブクラウン

2018年
- アビス・ホライズン（インディアナポリス、カリーニン）
- 23/7 トゥエンティ スリー セブン（クリームヒルト）
- 城姫クエスト（柳川城[温泉]）
- サウザンドメモリーズ（チキータ）
- A3!（三好ふたば、幼稚園児、ファッションショーのスタッフ、飛行機の客）
- モンスターストライク（2018年 - 2022年、バニア、ホイップ、韓非、永遠の悪魔）

2019年
- 社長、バトルの時間です!（エルセ・アストラーザ）
- ブラウンダスト（アヤン）

2020年
- 神田川JET GIRLS（渡黄凛）
- ソードアート・オンライン アリシゼーション リコリス
- 東方ロストワード

2021年
- ウマ娘 プリティーダービー（2021年 - 2024年、カレンチャン）
- 東方ダンマクカグラ（因幡てゐ）
- アズールレーン (ボイシ、Z43)
- バーディークラッシュ：ファンタジーゴルフ（ルシエ・ドゥ・ベイ）
- ラピスリライツ 〜この世界のアイドルは魔法が使える〜（2021年 - 2022年、サルサ）

2022年
- ミコノート はれときどきけがれ（桜沢レン）
- 白き鋼鉄のX2（きりん） - DLC追加キャラクター
- グランブルーファンタジー（2022年 - 2024年、ラー）
- ワールドフリッパー（エコー）
- 蒼き雷霆 ガンヴォルト 鎖環（きりん）
- アサルトリリィ Last Bullet（王莉芬）

2023年
- 共闘ことばRPG コトダマン（永遠の悪魔）
- 逆転オセロニア（ピリカ）
- Re:ステージ！プリズムステップ（水篠苑）
- 原神（リネット）
- 白猫プロジェクト（レヴ、イズネ〈2代目〉）
- 東方幻想エクリプス（多々良小傘）

2024年
- ユニコーンオーバーロード（タチアナ）
- 鳴潮（ヴェリーナ）
- 聖剣伝説 VISIONS of MANA（ドライアド）
- カルドアンシェル（きりん / きりんXX）
- アッシュエコーズ（ジーナ）

2025年
- HD-2D版 ドラゴンクエストI&II（サマルトリアの王女）

### 吹き替え
- 天下無敵のジェシカ・ジェームズ（ケイラ）
- バットウィール（ハーレイ・クイン）
- 攻略うぉんてっど!〜異世界救います!?〜（召喚獣 / イームー、観客）

### デジタルコミック
- ラピスリライツ 私たちのPrelude（前奏曲）（2020年、サルサ）
- FPSの友達とリアルで会う漫画（2021年、RRさん[68]）
- 次はいいよね、先輩（2021年、宇佐美瑠奈[69]）
- 陛下、心の声がだだ漏れです!（2022年、リジ―、ナレーション[70]）

### ドラマCD
- THE IDOLM@STER SideM NEW STAGE EPISODE 13 S.E.M（2021年、三女）
- 勇者宇宙ソーグレーダー オーディオドラマ Vol.1・2（2025年、ラールア）

### ASMR
- 妄想癖の激しい後輩の耳かき（2024年、芦火芹鳴）
- いっしょぐらし 〜ボクっ子彼女編〜（2025年、吉井雪風）

### ラジオ
※はインターネット配信。
- 神田川JET GIRLS〜凛とミサのJET RADIO〜（2019年 - 2020年、音泉※）[71]
- りすLOG 火曜日 篠原侑のちゃちゃっとだいありー（2020年 - 、ニコニコ動画※）[72]
- ゆうときょうかの「あつまれ!ささもり!」（2020年 - 、音泉※）[73]
- ラジオギャザリング（2023年、Radiotalk※）[74]
- ぷにるとかわいいラジオ（2024年、Xスペース※・YouTube※）[75]

### インターネット番組
- 『23/7 トゥエンティ スリー セブン』バース7放送局（2018年、ニコニコ生放送・YouTube Live） ※アシスタント[76]
- ガンヴォルト情報局 第40回から（2022年、YouTube Live）
- ささはらの侑技場（2022年 - 、ニコニコ生放送）[77]
- さっさとはおー（2022年 - 、ニコニコ生放送）[78]

### その他コンテンツ
- あいまいみー ザ みゅーじかる[79]
- よるのばけもの オーディオブック（工藤）
- ドラマCD『妖怪学校の先生はじめました!』（2018年 - 2021年、マンドラゴラ[80]、マシュマロ[81]） - 2作品
- りーでぃんぐ☆ぱーてぃー[82][83][84][85]
- ガールズラジオデイズ（玉笹彩乃[86]）
- あさイチ（2020年10月28日、NHK総合） - 特集「40代から危ない！ コケない体をつくる」てんとうちゃん[87]
- PV『その淑女は偶像となる』（2021年、若菜あるみ）
- HOLOLIVE FANTASY 1st LIVE FAN FUN ISLAND（2021年、ミジカ[88]）
- ボイスドラマ『ふたごの恋の事情 そっくり姉妹が似てない兄弟に恋してる!?』（2022年、宮本栞[89]）
- PV『正反対な君と僕』（2023年、鈴木[90]）
- PV『鵺の陰陽師』（2024年、留袖四衲[91]）
- ウマ娘 プリティーダービー 新時代の扉 オーディオドラマ「また星は巡る」（2025年、カレンチャン）

## ディスコグラフィ

### キャラクターソング
| 発売日   | 商品名                                                                                         | 歌 | 楽曲                                                                                         | 備考                                                                     |
| 2018年   | 2018年                                                                                         | 2018年 | 2018年                                                                                       | 2018年                                                                   |
| -------- | ---------------------------------------------------------------------------------------------- | --- | -------------------------------------------------------------------------------------------- | ------------------------------------------------------------------------ |
| 10月31日 | †吸tie Ladies†/HAPPY!!ストレンジフレンズ                                                       | ソフィー・トワイライト（富田美憂）、天野灯（篠原侑）、夏木ひなた（Lynn）、エリー（和氣あず未） | 「†吸tie Ladies†」                                                                           | テレビアニメ『となりの吸血鬼さん』オープニングテーマ                     |
| 10月31日 | †吸tie Ladies†/HAPPY!!ストレンジフレンズ                                                       | ソフィー・トワイライト（富田美憂）、天野灯（篠原侑）、夏木ひなた（Lynn）、エリー（和氣あず未） | 「HAPPY!!ストレンジフレンズ」                                                                | テレビアニメ『となりの吸血鬼さん』エンディングテーマ                     |
| 12月19日 | テレビアニメ「となりの吸血鬼さん」キャラクターソング「うららかアフタヌーン」                   | 天野灯（篠原侑） | 「†吸tie Ladies†」 「HAPPY!!ストレンジフレンズ」                                             | テレビアニメ『となりの吸血鬼さん』関連曲                                 |
| 2019年   |                                                                                                | |                                                                                              |                                                                          |
| 1月30日  | となりの吸血鬼さん BD・DVD第2巻特典CD                                                          | 天野灯（篠原侑） | 「ウフフでエヘヘなエブリデイ♡」                                                              | テレビアニメ『となりの吸血鬼さん』関連曲                                 |
| 10月23日 | BULLET MERMAID                                                                                 | 波黄凛（篠原侑）、蒼井ミサ（小原莉子） | 「BULLET MERMAID」                                                                           | テレビアニメ『神田川JET GIRLS』オープニングテーマ                        |
| 2020年   |                                                                                                | |                                                                                              |                                                                          |
| 1月16日  | 神田川JET GIRLS DXジェットパック 特典CD                                                        | 波黄凛（篠原侑）、蒼井ミサ（小原莉子） | 「境界線ガールズ」                                                                           | ゲーム『神田川JET GIRLS』主題歌                                          |
| 1月16日  | 神田川JET GIRLS DXジェットパック 特典CD                                                        | 波黄凛（篠原侑） | 「境界線ガールズ」                                                                           | ゲーム『神田川JET GIRLS』関連曲                                          |
| 1月24日  | 神田川JET GIRLS BD・DVD第1巻特典CD                                                             | 波黄凛（篠原侑）、蒼井ミサ（小原莉子） | 「ふたりで駆ける道だから」                                                                   | テレビアニメ『神田川JET GIRLS』関連曲                                    |
| 2月5日   | START the MAGIC HOUR                                                                           | IV KLORE | 「禁忌の寓話」 「Butterfly」                                                                 | ゲーム『ラピスリライツ 〜この世界のアイドルは魔法が使える〜』関連曲      |
| 7月8日   | 私たちのSTARTRAIL/プラネタリウム                                                               | ラピスリライツ・スターズ | 「私たちのSTARTRAIL」                                                                        | テレビアニメ『Lapis Re:LiGHTs』オープニングテーマ                        |
| 7月22日  | SEA HORIZON/釣りの世界へ                                                                       | 海野高校ていぼう部 | 「SEA HORIZON」                                                                              | テレビアニメ『放課後ていぼう日誌』オープニングテーマ                     |
| 7月22日  | SEA HORIZON/釣りの世界へ                                                                       | 海野高校ていぼう部 | 「釣りの世界へ」                                                                             | テレビアニメ『放課後ていぼう日誌』エンディングテーマ                     |
| 9月23日  | 放課後ていぼう日誌 サウンドコレクション                                                        | 黒岩悠希（篠原侑） | 「嘘みたいなひこうき雲」                                                                     | テレビアニメ『放課後ていぼう日誌』関連曲                                 |
| 12月23日 | SKY FULL of MAGIC                                                                              | IV KLORE | 「Midnight Sapphire」                                                                        | テレビアニメ『Lapis Re:LiGHTs』エンディングテーマ                        |
| 12月23日 | SKY FULL of MAGIC                                                                              | IV KLORE | 「極闇グロッソラリア」                                                                       | ゲーム『ラピスリライツ 〜この世界のアイドルは魔法が使える〜』関連曲      |
| 12月23日 | SKY FULL of MAGIC                                                                              | ラピスリライツ・スターズ | 「私の名は、光。」                                                                           | ゲーム『ラピスリライツ 〜この世界のアイドルは魔法が使える〜』関連曲      |
| 2021年   |                                                                                                | |                                                                                              |                                                                          |
| 2月24日  | おちこぼれフルーツタルト BD・DVD第2巻特典CD                                                    | クリームあんみつ | 「ブルーの爽快がめちゃShiny!」                                                               | テレビアニメ『おちこぼれフルーツタルト』挿入歌                           |
| 3月24日  | おちこぼれフルーツタルト BD・DVD第3巻特典CD                                                    | クリームあんみつ | 「青春の終焉と少女の翼」                                                                     | テレビアニメ『おちこぼれフルーツタルト』挿入歌                           |
| 3月24日  | おちこぼれフルーツタルト BD・DVD第3巻特典CD                                                    | フルーツタルト、クリームあんみつ | 「青春の終焉と少女の翼」                                                                     | テレビアニメ『おちこぼれフルーツタルト』挿入歌                           |
| 2022年   |                                                                                                | |                                                                                              |                                                                          |
| 10月4日  | ウマ娘 プリティーダービー Solo Vocal Tracks Vol.5 －4th EVENT SPECIAL DREAMERS!! EXTRA STAGE－ | カレンチャン（篠原侑） | 「We are DREAMERS!!（Game Size）」 「BLOW my GALE（Game Size）」                             | ゲーム『ウマ娘 プリティーダービー』関連曲                                |
| 10月26日 | Everlasting Magic                                                                              | IV KLORE | 「紫紅月のメメントモリ」                                                                     | ゲーム『ラピスリライツ 〜この世界のアイドルは魔法が使える〜』関連曲      |
| 2023年   |                                                                                                | |                                                                                              |                                                                          |
| 5月10日  | アニメ『ウマ娘 プリティーダービー ROAD TO THE TOP』アルバム                                    | ナリタトップロード（中村カンナ）、アドマイヤベガ（咲々木瞳）、テイエムオペラオー（徳井青空）、メイショウドトウ（和多田美咲）、カレンチャン（篠原侑）、ハルウララ（首藤志奈）、ライスシャワー（石見舞菜香）、オグリキャップ（高柳知葉） | 「うまぴょい伝説（Anime Size）」                                                             | Webアニメ『ウマ娘 プリティーダービー ROAD TO THE TOP』エンディングテーマ |
| 9月16日  | ウマ娘 プリティーダービー Solo Vocal Tracks Vol.7 5th EVENT ARENA TOUR GO BEYOND -GAZE-        | カレンチャン（篠原侑） | 「Gaze on Me!（Game Size）」 「Ms. VICTORIA（Game Size）」 「DRAMATIC JOURNEY（Game Size）」 | ゲーム『ウマ娘 プリティーダービー』関連曲                                |
| 12月25日 | Lots of love                                                                                   | AsterReve | 「Lots of love」 「un rêve」                                                                 | 『Re:ステージ!』関連曲                                                   |
| 12月25日 | Lots of love                                                                                   | 水篠苑（篠原侑） | 「Re:write」                                                                                 | 『Re:ステージ!』関連曲                                                   |
| 2024年   |                                                                                                | |                                                                                              |                                                                          |
| 2月23日  | パジャマパーティーズのうた                                                                     | パジャマパーティーズ | 「パジャマパーティーズのうた」                                                               | テレビアニメ『ちいかわ』エンディングテーマ                               |
| 4月1日   | Refrain                                                                                        | アスタレーヴ | 「I My Me Mine Sunshine！」                                                                  | 『Re:ステージ！』関連曲                                                  |
| 5月24日  | 劇場版『ウマ娘 プリティーダービー 新時代の扉』オリジナル・サウンドトラック                     | ジャングルポケット（藤本侑里）、アグネスタキオン（上坂すみれ）、マンハッタンカフェ（小倉唯）、ダンツフレーム（福嶋晴菜）、フジキセキ（松井恵理子）、テイエムオペラオー（徳井青空）、ナリタトップロード（中村カンナ）、メイショウドトウ（和多田美咲）、アドマイヤベガ（咲々木瞳）、オグリキャップ（高柳知葉）、ダイワスカーレット（木村千咲）、アグネスデジタル（鈴木みのり）、ユキノビジン（山本希望）、ライスシャワー（石見舞菜香）、エアシャカール（津田美波）、カレンチャン（篠原侑）、ゴールドシチー（香坂さき）、トーセンジョーダン（鈴木絵理）、ハルウララ（首藤志奈）、キングヘイロー（佐伯伊織）、ヒシミラクル（春日さくら） | 「うまぴょい伝説」                                                                           | 劇場アニメ『ウマ娘 プリティーダービー 新時代の扉』エンディングテーマ     |
| 2025年   |                                                                                                | |                                                                                              |                                                                          |
| 3月19日  | 『ぷにるはかわいいスライム』かわいいぷにるソングアルバム                                       | ぷにる（篠原侑） | 「ぎゅむ！」                                                                                 | テレビアニメ『ぷにるはかわいいスライム』オープニングテーマ               |
| 3月19日  | 『ぷにるはかわいいスライム』かわいいぷにるソングアルバム                                       | ぷにる（篠原侑） | 「唱」                                                                                       | テレビアニメ『ぷにるはかわいいスライム』エンディングテーマ               |
| 3月19日  | 『ぷにるはかわいいスライム』かわいいぷにるソングアルバム                                       | ぷにる（篠原侑） | 「ともに」 「White Love」 「可愛くてごめん」 「フライングゲット」 「Habit」 「HOT LIMIT」    | テレビアニメ『ぷにるはかわいいスライム』関連曲                           |

### その他参加作品
| 発売日        | 商品名                                | 歌             | 楽曲            | 備考                                                              |
| ------------- | ------------------------------------- | -------------- | --------------- | ----------------------------------------------------------------- |
| 2021年9月17日 | Onsen Theme song Collection album 1st | ゆうときょうか | 「水曜Twinkle」 | Webラジオ『ゆうときょうかの「あつまれ！ささもり！」』テーマソング |

### シリーズ一覧
1. ↑  第1期（2016年）、第2期（2017年）
2. ↑  第1シリーズ（2016年）、第2シリーズ（2018年）
3. ↑  第2期『2』（2019年）、第3期『3』（2022年）
4. ↑  第1期（2021年）、第2期（2022年）
5. ↑  第1期（2024年）、第2期（2025年）

### ユニットメンバー
1. 1 2 3  エミリア（星乃葉月）、あるふぁ（嶺内ともみ）、サルサ（篠原侑）、ガーネット（中山瑶子）
2. 1 2  ティアラ（安齋由香里）、ロゼッタ（久保田梨沙）、ラヴィ（向井莉生）、アシュレイ（佐伯伊織）、リネット（山本瑞稀）、アンジェリカ（雨宮夕夏）、ルキフェル（松田利冴）、ナデシコ（本泉莉奈）、ツバキ（鈴木亜理沙）、カエデ（大野柚布子）、ラトゥーラ（早瀬雪未）、シャンペ（広瀬世華）、メアリーベリー（赤尾ひかる）、エミリア（星乃葉月）、あるふぁ（嶺内ともみ）、サルサ（篠原侑）、ガーネット（中山瑶子）、ユエ（桜木夕）、ミルフィーユ（奥紗瑛子）、フィオナ（伊藤はるか）
3. ↑  鶴木陽渚（高尾奏音）、帆高夏海（川井田夏海）、黒岩悠希（篠原侑）、大野真（明坂聡美）
4. 1 2 3  関野チコ（佐倉薫）、中町ぬあ（篠原侑）、中町るあ（田中貴子）
5. ↑  桜衣乃（新田ひより）、関野ロコ（久保田梨沙）、貫井はゆ（白石晴香）、前原仁菜（近藤玲奈）、緑へも（守屋亨香）
6. ↑  伊津村紫(小澤亜李)、水篠苑（篠原侑）
7. ↑  みどり（諸星すみれ）、ぴんく（長縄まりあ）、しろ（篠原侑）、むらさき（内山茉莉）
8. ↑  伊津村紫（小澤亜李）、水篠苑（篠原侑）
9. ↑  篠原侑、守屋亨香